# Boštjan Murn
Boštjan Murn (Veliki Orehek, 15 gennaio 2001) è un ex ciclista su strada e pistard sloveno, attivo dal 2020 al 2023 con il team UCI Adria Mobil.

## Palmarès

### Strada
- 2019 (Juniores)

Campionati sloveni, Prova in linea Junior

### Pista
- 2021

Campionati sloveni, Inseguimento a squadre (con David Per, Kristjan Hočevar e Gal Glivar)
- 2022

Campionati sloveni, Inseguimento a squadre (con Jaka Špoljar, David Per, Tilen Finkšt e Nik Čemažar)

## Piazzamenti

### Competizioni mondiali
- Campionati mondiali su strada

Innsbruck 2018 - Cronometro Junior: 40º
Yorkshire 2019 - Cronometro Junior: 32º
Yorkshire 2019 - In linea Junior: 63º
Wollongong 2022 - In linea Under-23: ritirato
Glasgow 2023 - In linea Under-23: ritirato

### Competizioni continentali
- Campionati europei su strada

Zlín 2018 - In linea Junior: ritirato
Alkmaar 2019 - In linea Junior: 31º
Plouay 2020 - In linea Under-23: ritirato